# 大島俊之 (法学者)
大島 俊之（おおしま としゆき、1947年7月8日 - 2016年2月19日）は、日本の法学者。弁護士。博士（法学）（神戸学院大学、2003年）（学位論文「性同一性障害と法」）。徳島県鳴門市生まれ。

## 経歴

### 学歴
- 1975年 大阪大学法学部卒業
- 1977年 神戸大学大学院法学研究科修士課程修了
- 1980年 神戸大学大学院法学研究科博士課程退学

### 職歴
- 1980年 大阪府立大学経済学部専任講師
- 1982年 論文「性転換と戸籍訂正」発表
- 1983年 ラヴァル大学法学部（ケベック州（カナダ））にて在外研究（1984年12月まで）
- 1986年 大阪府立大学経済学部助教授
- 1991年 神戸学院大学法学部教授
- 1995年 ストラスブール大学法学部（アルザス地方（フランス））にて在外研究（1997年4月まで）
- 2004年 神戸学院大学大学院実務法学研究科教授
- 2005年3月20日 第7回GID（性同一性障害）研究会の会長として会を成功に導く
- 2007年 神戸学院大学大学院実務法学研究科教授退任、九州国際大学法学部教授・大学院法学研究科長。
- 2010年 GID学会（性同一性障害学会）理事長を退任
- 2011年 九州国際大学教授を退任

その他
- 日本私法学会理事
- 日本信託法学会理事

## 人物
日本の法学界で初めて公式に、性同一性障害の人に戸籍情報の変更を認めることを提唱する論文を発表し、「性同一性障害者特例法」成立への礎を築いた。
「性同一性障害」という言葉もない時代から「性障害と法」について研究を続けていたが、当時の法学界はおろか、精神神経学会などからも無視され続けた。性同一性障害に悩む人々や支援者の間では大島を「救性主」と信奉する人も多い。
野球好きで又テニスを趣味とし、性同一性障害者特例法成立後は「スポーツと法」の研究を進める予定であったが、同性愛者と法についての問題に目を背けることはできず、逝去直前まで「性障害と法」について研究を続けていた。上記関連事象で裁判所の判決の際などには度々新聞社等の取材を受けていた。

## 受賞歴
- 1999年カナダ首相出版賞を受賞 （『日本で活躍したケベック人の歴史』）

## 著書
- 『性同一性障害と戸籍』共著　針間克己他 2007年12月 緑風出版 ISBN 9784846107215
- 『性同一性障害と法～神戸学院大学法学研究叢書』 2002年6月 日本評論社 ISBN 4535058121
- （翻訳）『日本で活躍したケベック人の歴史』 1999年12月 Richard Leclerc著 三交社 ISBN 4879191426